# 프란시스코 페르난데스 로드리게스
프란시스코 페르난데스 로드리게스(스페인어: Francisco Fernández Rodríguez, 1944년 3월 4일, 안달루시아 지방 푸에르토 레알 ~)는 가예고(스페인어: Gallego)라는 별칭으로 알려진 스페인의 전 축구 선수로, 현역 시절 수비수로 활약하였다.
그가 현역 시절 활동한 구단은 세비야(1961년에서 1965년, 1975년에서 1980년 활동, 185 라 리가 경기 출전, 9골 기록)와 바르셀로나(1965년에서 1975년까지 활동, 248 라 리가 경기 출전, 17골 기록)였다. 그는 후자의 구단 소속으로 1973-74 시즌에 라 리가 우승을 거두었다.
가예고는 스페인 국가대표팀 일원으로 1966년 FIFA 월드컵에 참가하였다.

## 수상

### 클럽
바르셀로나
- 라 리가: 1973–74
- 코파 델 헤네랄리시모: 1967–68, 1970–71
- 인터시티스 페어스컵: 1965–66, 1971

### 국가대표팀
스페인
- UEFA 유럽 축구 선수권 대회: 1964